# Astragalus amnis-amissi
Astragalus amnis-amissi es una especie de planta del género Astragalus, de la familia de las leguminosas, orden Fabales.
Fue descrita científicamente por Barneby.